# Сэто, Асами
Асами Сэто (яп. 瀬戸 麻沙美 Сэто Асами, род. 2 апреля 1993 года, префектура Сайтама, Япония) — японская сэйю. Лауреат премии Seiyu Awards в категории «Лучший актёр или актриса второго плана» (2025).

## Биография
Асами Сэто родилась 2 апреля 1993 года в префектуре Сайтама. В 2009 году успешно прошла третью программу пробного прослушивания агентства Sigma Seven и уже в следующем году начала карьеру сэйю. Одной из её первых работ была роль Ёсино Такацуки в аниме-сериале Wandering Son.
В 2011 году Сэто участвовала в пробах на роль Курапики для аниме-сериала Hunter × Hunter. Её выступление привлекло внимание людей, работавших над адаптацией манги Chihayafuru в формат аниме-сериала, в результате чего Сэто была выбрана на роль главной героини по имени Тихая Аясэ. Помимо этой роли, Сэто также единолично исполнила закрывающую тему сериала под названием «Soshite Ima». Комментируя причину, по которой Сэто была выбрана на роль Тихой Аясэ, продюсер Тосио Накатани сказал, что её актерская игра была «невинно-чистой <...> без какой-либо фальши или неестественности», добавив также: «Её ясная и простая игра была настолько яркой, что даже во время проб на роль Курапики она звучала только как голос Тихаи».
В дальнейшем Сэто озвучивала таких главных героинь аниме, как Асаги Айба из Strike the Blood (2013), Мираж Фарина Джениус из Macross Delta (2016), Маи Сакурадзима из Rascal Does Not Dream of Bunny Girl Senpai (2018), Рафталия из аниме-сериала «Восхождение Героя Щита» (2019), Нобара Кугисаки из аниме-сериала «Магическая битва» (2020) и других.
Первые годы карьеры Сэто являлась клиенткой агентства Sigma Seven E, затем — материнской Sigma Seven. 1 ноября 2021 года Сэто перешла в агентство StarCrew.
21 сентября 2019 года Сэто на один день стала инспектором по обеспечению безопасности дорожного движения полиции города Фудзисава (префектура Канагава).
В марте 2025 года Сэто совместно с тремя другими сэйю получила премию Seiyu Awards в категории «Лучший актёр или актриса второго плана».

## Избранная фильмография

### Аниме-сериалы
2011
- Ano Hi Mita Hana no Namae o Bokutachi wa Mada Shiranai. — Ацуму «Юкиацу» Мацуюки (в детстве)[13]
- Chihayafuru — Тихая Аясэ[2]
- Dog Days — Амелита Тремпер
- Ro-Kyu-Bu! — Кагэцу Хакамада
- Wandering Son — Ёсино Такацуки[14]

2012
- Lagrange: The Flower of Rin-ne — Лан[15]
- Magi — Ри Сэйсюн[16]
- Senki Zessho Symphogear — Аой Томосато
- Tari Tari — Конацу Миямото[17]

2013
- Aikatsu! — Раити Хосимия, Сиори Камия, Мако Миямото[18]
- Chihayafuru 2 — Тихая Аясэ
- Cuticle Tantei Inaba — Нацуки[19]
- Kakumeiki Valvrave — Сёко Сасинами[20]
- Ro-Kyu-Bu! SS — Кагэцу Хакамада
- Senki Zessho Symphogear G — Аой Томосато
- Stella Women’s Academy, High School Division Class C3 — Рин Харуна[21]
- Strike the Blood — Асаги Айба[4]

2014
- Atelier Escha & Logy: Alchemists of the Dusk Sky — Уилбель Фолль Эрслид[22]
- Baby Steps — Химэко Сасами
- Haikyu!! — Юй Митимия
- Magical Warfare — Куруми Исосима[23]
- Selector Infected WIXOSS — Иона (Юки) Урадзоэ[24]
- Selector Spread WIXOSS — Иона (Юки) Урадзоэ
- Witch Craft Works — Аяка Кагари[25]

2015
- Baby Steps Season 2 — Химэко Сасами
- Charlotte — Мэдоки
- Death Parade — Тиюки
- Monster Musume — Ки[26]
- Overlord — CZ2128 (Сидзу) Дельта
- Senki Zessho Symphogear GX — Аой Томосато
- Shokugeki no Soma — Миёко Ходзё[27]
- Urawa no Usagi-chan — Усаги Такасаго[28]
- Valkyrie Drive: Mermaid — Шарлотта Шерцен[29]
- «Токийский гуль √A» — Акира Мадо[30]

2016
- Haruchika — Наоко Сэридзава[31]
- Honobono Log — различные персонажи[32]
- Kuromukuro — Мика Огино[33]
- Macross Delta — Мираж Фарина Джениус[34]
- Norn9 — Нанами Сирануи[35]
- Regalia: The Three Sacred Stars — Ингрид Тиесто[36]
- Shokugeki no Soma: The Second Plate — Миёко Ходзё
- «Проза бродячих псов» — Итиё Хигути[37]

2017
- Centaur’s Life — Рино Кимихара
- Granblue Fantasy The Animation — Джессика
- Hitorijime My Hero — учительница Каидэ
- Natsume Yujin-cho Roku — Такума Цукико
- Pokémon Sun and Moon — офицер Дженни / Дзюнсар[38]
- Senki Zessho Symphogear AXZ — Аой Томосато
- Shokugeki no Soma: The Third Plate — Миёко Ходзё

2018
- Katana Maidens: Toji No Miko — Юкари Оригами[39]
- Kokkoku — Сёко Мадзима[40]
- Lost Song — Аллу Лакс[41]
- Miss Caretaker of Sunohara-sou — Сумирэ Яманаси[42]
- Ongaku Shojo — Эри Кумагай[43]
- Overlord III — CZ2128 (Сидзу) Дельта
- Rascal Does Not Dream of Bunny Girl Senpai — Маи Сакурадзима[5]
- The Seven Heavenly Virtues — Уриил[44]
- «Токийский гуль:re» — Акира Мадо[45]

2019
- Assassins Pride — Шенфа Цвиток[46]
- B-project: Zeccho Emotion — Цубаса Сумисора[47]
- Chihayafuru 3 — Тихая Аясэ
- Isekai Quartet — CZ2128 (Сидзу) Дельта
- Senki Zessho Symphogear XV — Аой Томосато
- The Magnificent Kotobuki — Леона[48]
- «Восхождение Героя Щита» — Рафталия[6]
- «Проза бродячих псов 3» — Итиё Хигути

2020
- Isekai Quartet 2 — CZ2128 (Сидзу) Дельта, Рафталия
- My Next Life as a Villainess: All Routes Lead to Doom! — Джеральд Стюарт (в детстве)[49]
- «Магическая битва» — Нобара Кугисаки[7]

2021
- Combatants Will Be Dispatched! — Хайне
- Fena: Pirate Princess — Фена Хаутман[50]
- Scarlet Nexus — Касанэ Рэндалл[51]
- The Idaten Deities Know Only Peace — Писара[52]
- Tropical-Rouge! Pretty Cure — Асука Такидзава/Кюа Фламинго[53]

2022
- Birdie Wing: Golf Girls’ Story — Аой Амаваси[54]
- Bleach: Thousand-Year Blood War — Сино Мадарамэ[55]
- Extreme Hearts — Эшли Ванкрофт[56]
- Mobile Suit Gundam: The Witch From Mercury — Сабина Фардин
- Musasino! — Усаги Такасаго[57]
- The Eminence in Shadow — Альфа[58]
- «Восхождение Героя Щита 2» — Рафталия

2023
- A Playthrough of a Certain Dude’s VRMMO Life — Мина[59]
- Birdie Wing: Golf Girls’ Story Season 2 — Аой Амаваси
- Bullbuster — Аруми Никайдо[60]
- Giant Beasts of Ars — Цуруги[61]
- Oshi no Ko — Фрилл Сирануи
- Shangri-La Frontier — Сэцуна Амацуки[62]
- Technoroid Overmind — Элиза[63]
- The 100 Girlfriends Who Really, Really, Really, Really, Really Love You — Нано Эйай[64]
- The Café Terrace and Its Goddesses — Аканэ Хоодзи[65]
- Yuri Is My Job! — Нэнэ Сайондзи[66]
- «Восхождение Героя Щита 3» — Рафталия
- «Магическая битва 2» — Нобара Кугисаки
- «Магия вернувшегося должна быть особенной» — Азест Кингзкраун[67]

2024
- Jellyfish Can’t Swim in the Night — Кохару[68]
- The Café Terrace and Its Goddesses (второй сезон) — Аканэ Хоодзи
- The New Gate — Шни Райзар[69]
- Sasayaku You ni Koi wo Utau — Ёри Асанаги[70]
- «Кайдзю № 8» — Мина Асиро[71]

2025
- Gnosia — Джина[72]
- Kusuriya no Hitorigoto (второй сезон) — Лоулань/Шисуй[73]
- May I Ask for One Final Thing? — Скарлет[74]
- New Saga — Урза[75]
- Rascal Does Not Dream of Santa Claus — Маи Сакурадзима
- Ruri no Hoseki — Наги Арато[76]
- The 100 Girlfriends Who Really, Really, Really, Really, Really Love You (второй сезон) — Нано Эйай
- The Unaware Atelier Master — Юлисия[77]
- With Vengeance, Sincerely, Your Broken Saintess — Луа[78]
- «Моя геройская академия: Вне закона» — Макото Цукаути[79]

TBA
- I Want to Love You Till Your Dying Day — Лиззи Сэйран[80]
- Isekai Quartet 3 — Рафталия, Альфа, CZ2128 (Сидзу) Дельта[81]

### Аниме-фильмы
- 2013 — Death Billiards — Тиюки
- 2015 — Girls und Panzer der Film — Кинуё Ниси[82]
- 2015 — Ongaku Shojo — Эри Кумагай[83]
- 2015 — The Laws of The Universe Part 0 — Анна[84]
- 2016 — Pop in Q — Исуми Коминато[85]
- 2016 — Selector Destructed WIXOSS — Иона (Юки) Урадзоэ
- 2017 — Haikara-san ga Tooru — Тамаки Китакодзи[86]
- 2018 — Macross Delta the Movie: Passionate Walkure — Мираж Фарина Джениус
- 2019 — Rascal Does Not Dream of a Dreaming Girl — Маи Сакурадзима[87]
- 2020 — Date A Live Fragment: Date A Bullet — Юй Сагакурэ[88]
- 2021 — Eureka: Eureka Seven Hi-Evolution — Экс Тора[89]
- 2021 — Macross Delta the Movie: Absolute Live!!!!!! — Мираж Фарина Джениус
- 2022 — Drifting Home — Нацумэ Тонай[90]
- 2022 — The First Slam Dunk — Аяко[91]
- 2023 — Rascal Does Not Dream of a Knapsack Kid — Маи Сакурадзима
- 2023 — Rascal Does Not Dream of a Sister Venturing Out — Маи Сакурадзима[92]
- 2025 —  Crayon Shin-chan the Movie: Super Hot! The Spicy Kasukabe Dancers — Ариана[93]

### OVA
- 2012 — Code Geass: Akito the Exiled — Ферилли Балтроу
- 2012 — Hori-san to Miyamura-kun — Кёко Хори[94]
- 2016 — Under the Dog — Антея Калленберг[95]
- 2016 — Strike the Blood II — Асаги Айба
- 2017 — Mobile Suit Gundam: The Origin — Фань Ли
- 2018 — Strike the Blood III — Асаги Айба
- 2020 — Strike the Blood IV — Асаги Айба
- 2022 — Strike the Blood Final — Асаги Айба

### ONA
- 2013 — Double Circle — Аканэ[96]
- 2018 — B the Beginning — Лили Хосина[97]
- 2021 — B the Beginning Succession — Лили Хосина
- 2021 — Ganbare Doukichan — Сэмпай-сан[98]
- 2021 — «Звёздные войны: Видения» — Эф[99]
- 2022 — Thermae Romae Novae — Мами Ямагути[100]
- 2023 — Yakitori: Soldiers of Misfortune — Цзы Хань Янь[101]
- 2023 — Bastard!! Season 2 — Шелла И. Ли[102]
- 2025 — Bullet/Bullet — Ноа[103]

### Компьютерные игры
2010
- Chaos Rings — Альто

2012
- Atelier Ayesha: The Alchemist of Dusk — Уилбель Фолль Эрслид[104]
- E.X. Troopers — Свадж
- Street Fighter X Tekken — Лили

2013
- Atelier Escha & Logy: Alchemists of the Dusk Sky — Уилбель Фолль Эрслид[105]
- Corpse Party 2: Dead Patient — Аямэ Ито
- Norn9 — Нанами Сирануи

2014
- Atelier Shallie: Alchemists of the Dusk Sea — Уилбель Фолль Эрслид
- Shining Resonance Refrain — Соня Бланш[106]
- Tales of Link — Кана

2015
- 7th Dragon III Code: VFD — Рика
- Granblue Fantasy — Джессика
- Grand Sphere — принцесса Стелла

2017
- Azur Lane — корабли Saint Louis и Советская Белоруссия
- Fire Emblem Heroes — Линд
- Kantai Collection — Гангут/Октябрьская Революция, Камой
- Magia Record: Puella Magi Madoka Magica Side Story — Асука Тацуки

2018
- Girls’ Frontline — Contender, IWS 2000
- Schoolgirl Strikers 2 — Аой Ураба
- To Aru Majutsu no Virtual On — Отинус

2019
- Another Eden — Хисумэна
- To Aru Majutsu no Index: Imaginary Fest — Отинус

2020
- Arknights — Цеобе
- TOUHOU Spell Bubble — Элис Маргатроид

2021
- Blue Archive — Хасуми Ханэкава
- Dead or Alive Xtreme Venus Vacation — Элизе
- Genshin Impact — Сара Кудзё[107]
- Granblue Fantasy — Адзуса
- Scarlet Nexus — Касанэ Рэндалл[108]

2022
- Eve: Ghost Enemies — Лиза[109]
- Ghostwire: Tokyo — Мари

2023
- Fate/Grand Order — Кодзи Касин
- Path to Nowhere — Корсо[110]
- Snowbreak: Containment Zone — Лайф

2024
- Stellar Blade — Ева[111]
- Tekken 8 — Рэйна
- Wuthering Waves — Байчжи[112]

2025
- Kaiju No. 8: The Game — Мина Асиро[113]

### Drama CD
- 2015 — Iono-sama Fanatics — Фреше Винсент[114]
- 2015 — Kin no Kanojo Gin no Kanojo — Джия[115]
- 2018 — Barakamon — Татэнага[116]
- 2019 — Chihayafuru — Тихая Аясэ[117]

## Награды и номинации
| Год  | Награда               | Результат  | Категория                                                                                   | Работа | Прим.   |
| ---- | --------------------- | ---------- | ------------------------------------------------------------------------------------------- | --- | ------- |
| 2019 | Anime Trending Awards | Победа     | Лучшая актриса озвучивания                                                                  | Маи Сакурадзима из Rascal Does Not Dream of Bunny Girl Senpai                                                   | [ 118 ] |
| 2020 | Anime Trending Awards | 8-е место  | Лучшая актриса озвучивания                                                                  | Тихая Аясэ из Chihayafuru 3                                                                                     | [ 119 ] |
| 2023 | Премия NAVGTR         | Номинация  | Выдающееся исполнение в драме — второй план (вместе с Энн Ятко)                             | Мари из Ghostwire: Tokyo                                                                                        | [ 120 ] |
| 2024 | Anime Trending Awards | 12-е место | Опенинг года (вместе с Аякой Асаи, Каэдэ Хондо, Марией Наганавой и Мию Томитой)             | «Dai Dai Dai Dai Daisuki na Kimi e♡» из The 100 Girlfriends Who Really, Really, Really, Really, Really Love You | [ 121 ] |
| 2025 | Seiyu Awards          | Победа     | Лучший актёр или актриса второго плана (вместе с Ёко Хикасой, Хидэнобу Киути и Хироки Тоти) | н/д | [ 12 ]  |